# Star Wars: Tales of the Empire
Star Wars: Tales of the Empire is een Amerikaanse anthologieserie gebaseerd op de personages uit het Star Wars universum, geproduceerd door Lucasfilm en gedistribueerd door Walt Disney Motion Pictures, bestaande uit twee verhalen verspreid over zes korte afleveringen.
De serie is geregisseerd door Nathaniel Villanueva, Charles Murray en Saul Ruiz en verscheen op de streamingdienst Disney+. De serie speelt zich af in het Star Wars universum, en is gemaakt in dezelfde animatiestijl als Star Wars: The Clone Wars, Star Wars Rebels en Star Wars: The Bad Batch. De twee verhaallijnen in de animatieserie gaan over de Star Wars personages Morgan Elsbeth en Barriss Offee, ingesproken door Diana Lee Inosanto en Meredith Salenger respectievelijk. De korte verhalen spelen zich af tijdens en tegen het eind van de Clone Wars en gedurende de tijd van de Galactic Empire. Binnen de films is dit de tijd voor en vlak na Star Wars: Episode III - Revenge of the Sith en een korte tijd na Star Wars: Episode VI - Return of the Jedi.
De televisieserie verscheen op 4 mei 2024 op Disney+. De serie is vergelijkbaar van opzet met zijn voorganger Star Wars: Tales of the Jedi uit 2022.

## Rolverdeling
| Personage                  | Stem               |
| -------------------------- | ------------------ |
| Barriss Offee              | Meredith Salenger  |
| Morgan Elsbeth             | Diana Lee Inosanto |
| Selena                     | Diana Lee Inosanto |
| Lyn Rakish / Fourth Sister | Rya Kihlstedt      |
| Wing                       | Wing T. Chao       |
| Admiral Thrawn             | Lars Mikkelsen     |
| Grand Inquisitor           | Jason Isaacs       |
| General Grievous           | Matthew Wood       |
| Bo-Katan Kryze             | Katee Sackhoff     |
| Gillad Pellaeon            | Xander Berkeley    |
| Ahmar                      | Zeno Robinson      |
| Dante                      | Nicolas Cantu      |
| Mother                     | Suzie McGrath      |
| Witch #1                   | Suzie McGrath      |
| Nadura                     | Shelby Young       |
| Villager #3                | Shelby Young       |
| Nali                       | Daisy Lightfoot    |
| Moff Isdain                | Tom Konkle         |
| Villager #1                | Tom Konkle         |
| The Jedi                   | Ry Chase           |
| Rukh                       | Warwick Davis      |
| Clone Trooper              | Dee Bradley Baker  |
| Jonge Morgan Elsbeth       | Cathy Ang          |
| Governor                   | Keith Ferugson     |
| Father                     | Keston John        |
| Matron                     | Lydia Look         |
| Reggi / New Republic Guard | Steve Blum         |
| Attendant #1               | Steve Blum         |
| Young Girl                 | Jordyn Curet       |
| Attendant #2               | Anna Graves        |
| Villager #2                | Meg Marchand       |
| Witch #2                   | Meg Marchand       |
| Witch #3                   | Regina Hermosillo  |